# For de rejsende, en mosaik af digte fra 1980erne
For de rejsende, en mosaik af digte fra 1980erne er en dansk eksperimentalfilm fra 1992 instrueret af John Olsson.

## Handling
Mosaik af digte.